# Площадь Железнодорожников (Нижний Новгород)
Пло́щадь Железнодоро́жников — самая новая площадь в Нижнем Новгороде. Образована 20 июня 2012 года решением городской думы Нижнего Новгорода. Расположена в Канавинском районе на пересечении улиц Октябрьской революции и Июльских дней с проспектом Ленина.

## Общая характеристика
Создание площади было приурочено к 150-летию открытия движения по Московско-Нижегородской железной дороге и к 175-летию Российских железных дорог. Первоначально предлагалось название «Железнодорожная», но депутатами оно было отвергнуто еще на уровне комиссий. Также предлагалось назвать её в честь «Ивана Кенига», однако более уместным посчитали название «Железнодорожников».
Площадь расположена перед старым и новым зданиями Управления ГЖД и имеет форму треугольника со сторонами от 110 до 130 м. Занимаемая территория — 1,1 га. Площадь была обустроена летом 2012 года на средства Горьковской железной дороги. 5 августа, в день празднования 175-летия Российских железных дорог и 150-летия Горьковской магистрали, был торжественно открыт памятник Ивану Кенигу — первому руководителю Московско-Нижегородской железной дороги.

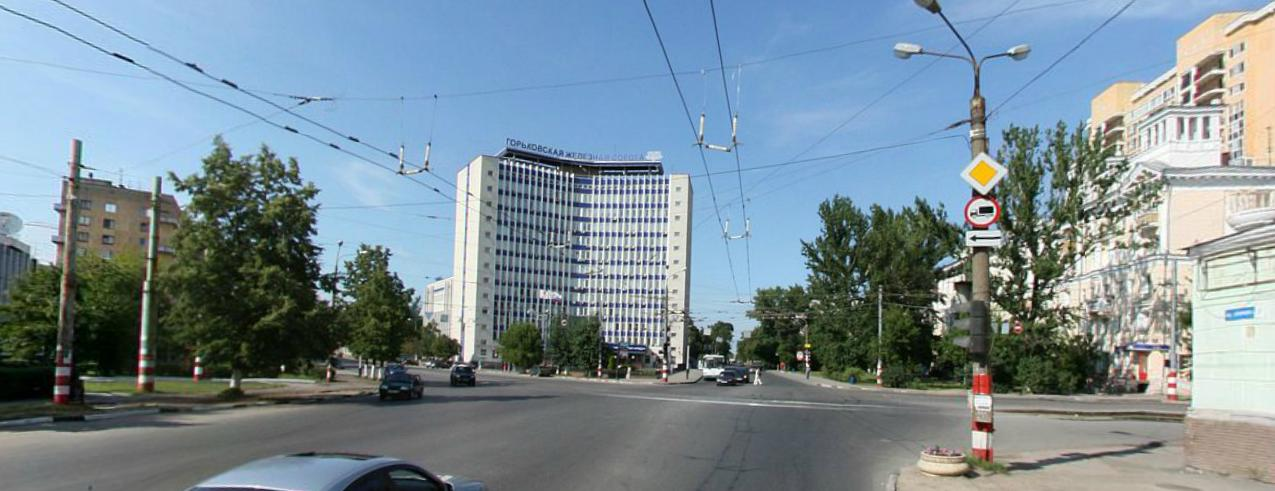
Перекресток у здания УГЖД за три года до создания площади (2009)